# Peribolaster biserialis
Peribolaster biserialis är en sjöstjärneart som beskrevs av Fisher 1905. Peribolaster biserialis ingår i släktet Peribolaster och familjen Korethrasteridae. Inga underarter finns listade i Catalogue of Life.